# Viktor Koleša
Viktor Koleša, slovenski politik, * 8. oktober 1884, Glogovica, † (?) marec 1946, Zagreb.
Rodil se je očetu mizarju Antonu in materi Heleni (rojena Šurca). Med 1. svetovno vojno je bil vojni ujetnik v Rusiji; po vrnitvi v Ljubljano 1919 je postal kot sindikalni delavec predsednik Osrednjega društva kovinarjev za Slovenijo in bil leta 1920 med soustanovitelji komunistične stranke v Sloveniji in delegat na vukovarskem kongresu Komunistične partije Jugoslavije, na katerem so ga izvolili za člana centralnega sveta stranke. Kot član delegacije Neodvisnih sindikatov Jugoslavije se je leta 1928 udeležil  4. kongresa Profinterne v Moskvi. Novembra 1928 je bil na 4. kongresu Komunistične partije Jugoslavije v Dresdnu izvoljen za člana CK KPJ. V letih 1929 in 1930 je bil organizacijski sekretar CK KPJ in kot ilegalec deloval v Zagrebu, Ljubljani in na Dunaju, od 1930-1931 je obiskoval Mednarodno leninsko šolo v Moskvi in delal v več industrijskih obratih. Leta 1936 je odšel v Španijo in bil v republikanski armadi med drugim organizator vojne industrije. Med 2. svetovno vojno je ponovno delal v Moskvi, nazadnje kot vodja slovenskih radijskih oddaj. Po vrnitvi iz Sovjetske zveze je živel v Zagrebu in bil član centralnega odbora Zveze sindikatov Jugoslavije.